# Montevarchi
Montevarchi là một đô thị ở tỉnh Arezzo trong vùng Toscana, Ý. Tại thời điểm ngày 31 tháng 3 năm 2009, đô thị Montevarchi có dân số 23.961 người và diện tích là 56,75 km².